# Wadslakje
Het wadslakje (Peringia ulvae) is een kleine in zee levende kieuwslak. Een veelvoorkomend synoniem is Hydrobia ulvae.

## Naam
De soortnaam werd in 1777 ingevoerd door Thomas Pennant
(1726-1798) als Turbo ulvae. Door andere inzichten in de taxonomie is de soort later in het geslacht Peringia geplaatst. Als gevolg van deze naamswijziging worden auteursnaam en datum nu tussen haakjes gezet. De naam ulvae heeft betrekking op het groenwier waar de soort vaak op leeft: Ulva lactuca (zeesla).

## Beschrijving

### De schelp
Peringia ulvae heeft een rechtsgewonden schelp met een hoogconische vorm, een spitse apex, tot acht vlakke windingen met een ondiepe sutuur. Er kan een zeer nauwe navel zijn, maar meestal is die afwezig. De mondopening is scheef ovaal, afgerond aan de onderkant en aan de bovenkant spits toelopend. De mondrand is niet verdikt. Het schelpoppervlak is mat en glad, heeft geen opvallende sculptuur en heeft een geelbruine tot groengele kleur. Oude en fossiele exemplaren kunnen verkleurd zijn (wit, grijswit, blauwzwart, zwart enz.). Er is een hoornachtig paucispiraal opgebouwd operculum.
Afmetingen van de schelp
- Hoogte: tot 8 mm
- Breedte: tot 4 mm

### Habitat en levenswijze
Peringia ulvae leeft op slikbodems in ondiep water in en net onder de getijdenzone. Hoewel het optimum in de getijdenzone ligt kunnen de dieren tot ongeveer 20 meter waterdiepte levend worden aangetroffen. De soort is bestand tegen verlaagde zoutgehalten tot ongeveer 10‰. Ze dringen dus niet zo ver het brakke water binnen als andere in de Noordzee levende Hydrobiidae.

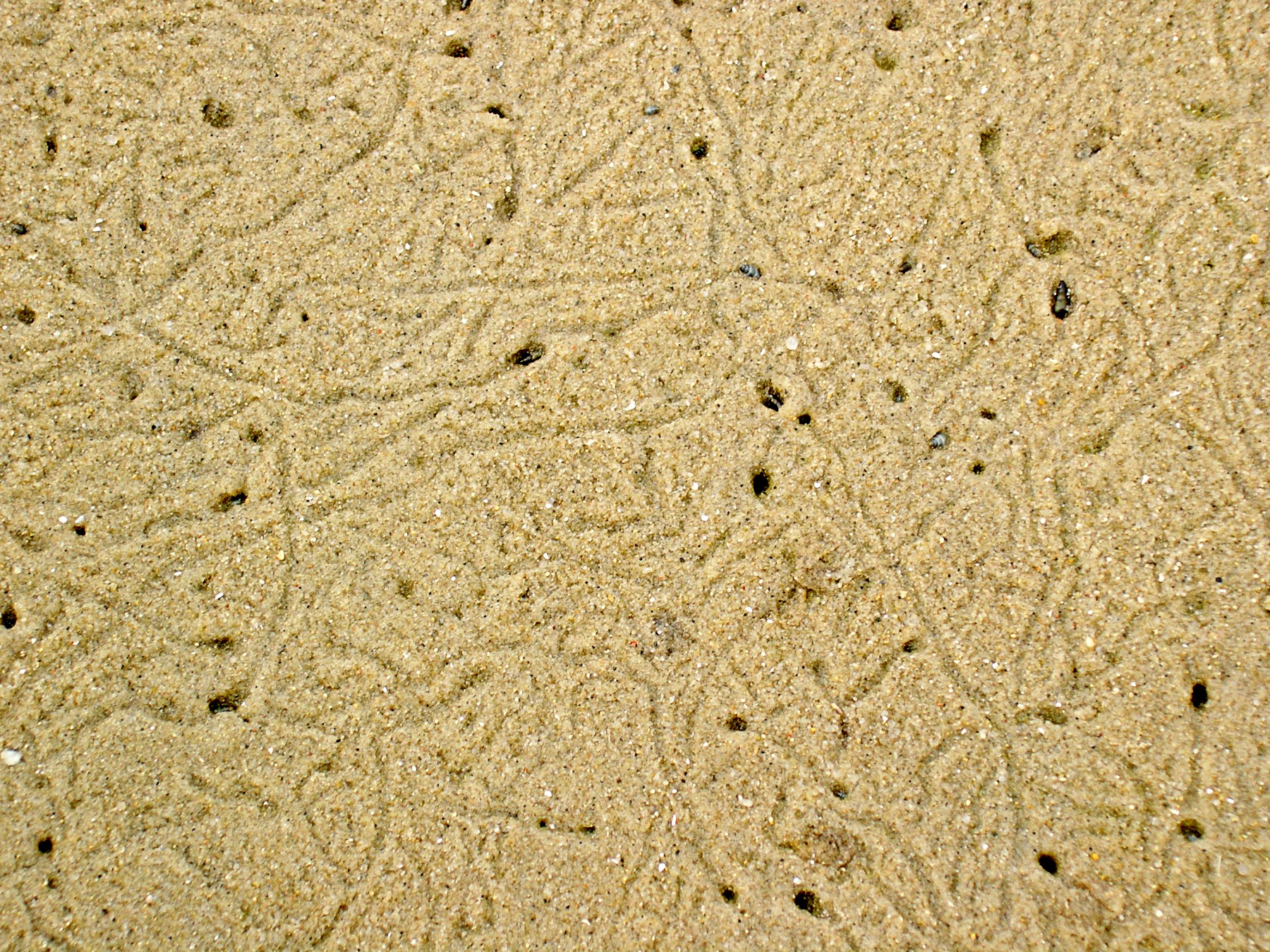
Kruipsporen van het Wadslakje op een drooggevallen slikbodem

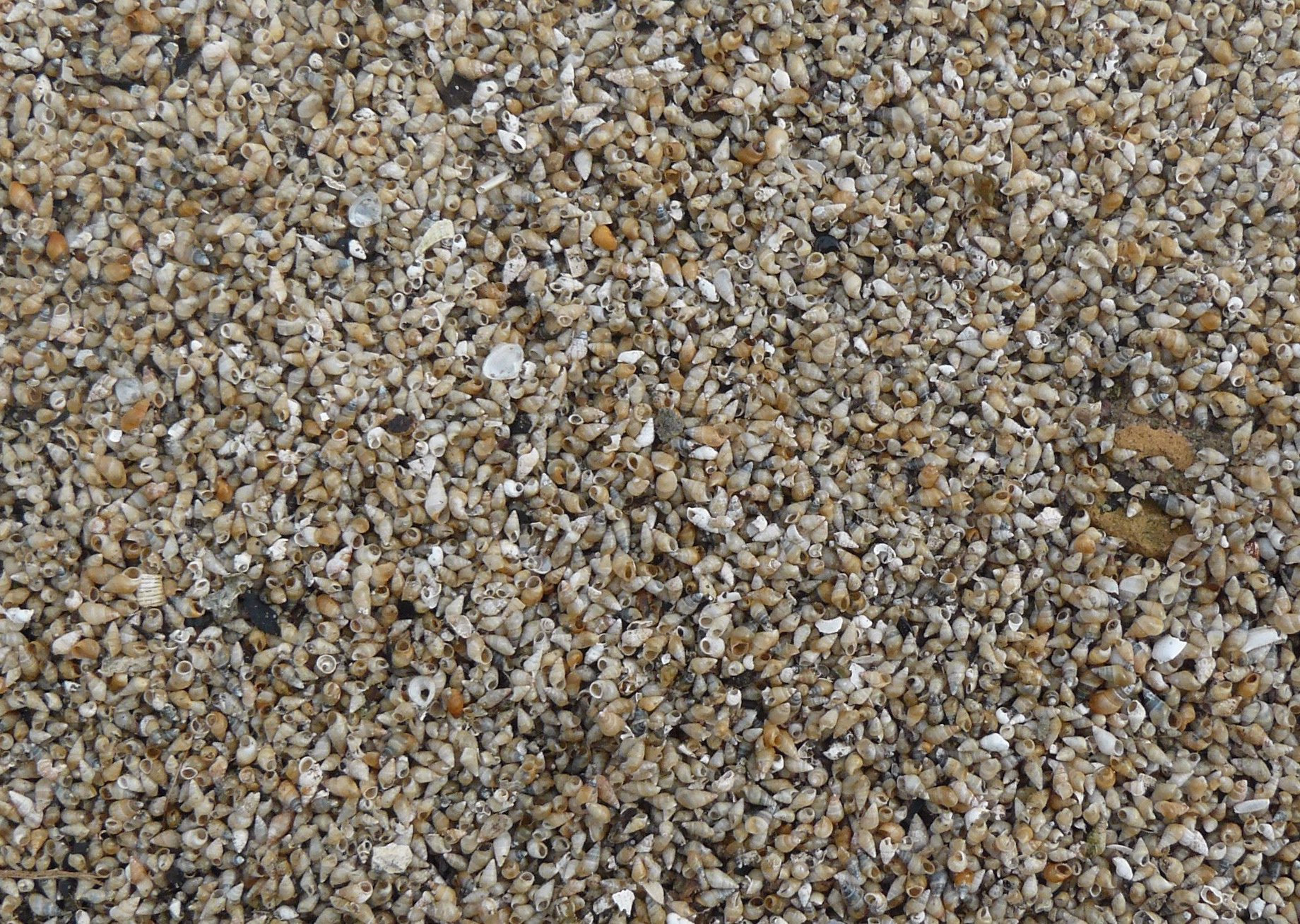
Aanspoelsel op het hoogwad bijna geheel bestaand uit wadslakjes

De dieren leven op het wad en zijn goed bestand tegen een aantal uren droogvallen van het leefgebied tijdens eb. Tijdens emersie graven ze zich tot ongeveer 1 cm in. Bij vloed zijn ze actief en grazen dan de bodem af. Wadslakjes voeden zich met kiezelalgen, maar ze eten ook algen, bacteriën en detritus. Bij het grazen laten ze karakteristieke kruipsporen achter.
Zelf vormen ze belangrijk voedsel voor vele andere organismen, zoals vogels en vissen. Soms spoelen honderdduizenden op het strand of op de waddenkust aan. In hun gesloten huisjes kunnen ze hier wel vijf dagen overleven.

### Verspreiding
De soort komt voor aan Europees Atlantische kusten van Senegal tot Zuid Scandinavië; Noordzee en Oostzee (met uitzondering van het meest Oostelijke deel). In de Waddenzee komt Peringia ulvae soms in erg grote dichtheden voor, soms tot 200.000 individuen per m².

### Fossiel voorkomen
De soort is in het Noordzee gebied bekend uit ondiep mariene afzettingen uit het Holoceen en uit interglaciale perioden van het hele Pleistoceen. Zeldzaam ook in Boven Pliocene afzettingen aanwezig.
Doordat verschillende soorten Hydrobiidae vaak massaal optreden, vormen zij soms een dermate opvallend aandeel van het sediment dat zij naamgevend zijn geworden voor die afzettingen. Er zijn vele voorbeelden van dergelijke 'Hydrobia afzettingen'.